# Waldheim
Pour les articles homonymes, voir Waldheim (homonymie).
Waldheim est une ville de Saxe (Allemagne), située dans l'arrondissement de Saxe centrale, dans le district de Chemnitz. Elle est arrosée par la Zschopau.

## Histoire
| Appartenances historiques Margraviat de Misnie 1198-1423 Électorat de Saxe 1423-1485 Duché de Saxe 1485-1547 Électorat de Saxe 1547-1806 Royaume de Saxe 1806–1918 République de Weimar 1918–1933 Reich allemand 1933–1945 Allemagne occupée 1945–1949 République démocratique allemande 1949–1990 Allemagne 1990–présent |

Waldheim a été mentionnée dans les documents écrits pour la première fois en 1198 et son château fort en 1271. Elle reçoit les privilèges de ville en 1286.
En 1404, une abbaye de chanoines augustins s'installe dans une l'ancienne forteresse, dissoute à la suite de la Réforme en 1537.
En 1588, le prince-électeur la transforme en relais de chasse. Au cours de la guerre de Trente Ans au XVIIe siècle, il est dévasté et devient inhabitable. Pendant quelques années, il abrite une manufacture de papier peint. Enfin, en 1716, une maison de discipline (Zuchthaus) s’y installe,. L'hôpital "Chur-Sächisches Zucht-Waysen und Armen-Haus" de Waldheim a été le premier établissement public consacré aux soins des malades mentaux sur le territoire allemand. Le futur auteur Karl May y a purgé une peine de 1870 à 1874. 
Pendant la Seconde Guerre mondiale, la prison a reçu des déportées politiques «Nacht und Nebel» de Belgique et du Nord-Pas-de-Calais après leur condamnation.

## Architecture
- Église luthérienne Saint-Nicolas, 1842
- Mairie (Rathaus) avec une tour et une grande salle, 1902 (Jugendstil)
- Place du marché avec la colonne postale du XVIIIe siècle

## Personnalités
- Gotthelf Fischer von Waldheim (1771-1853), zoologue, entomologiste, géologue et paléontologue ;
- Georg Kolbe (1877-1947), sculpteur ;
- Johann Friedrich Nagel (1765-1825), peintre;
- Monica Wichfeld, la résistante danoise y meurt à la prison en février 1945.
- Valentine Ployart, résistante française, meurt à la prison de Waldheim le 2 avril 1945.

## Galerie

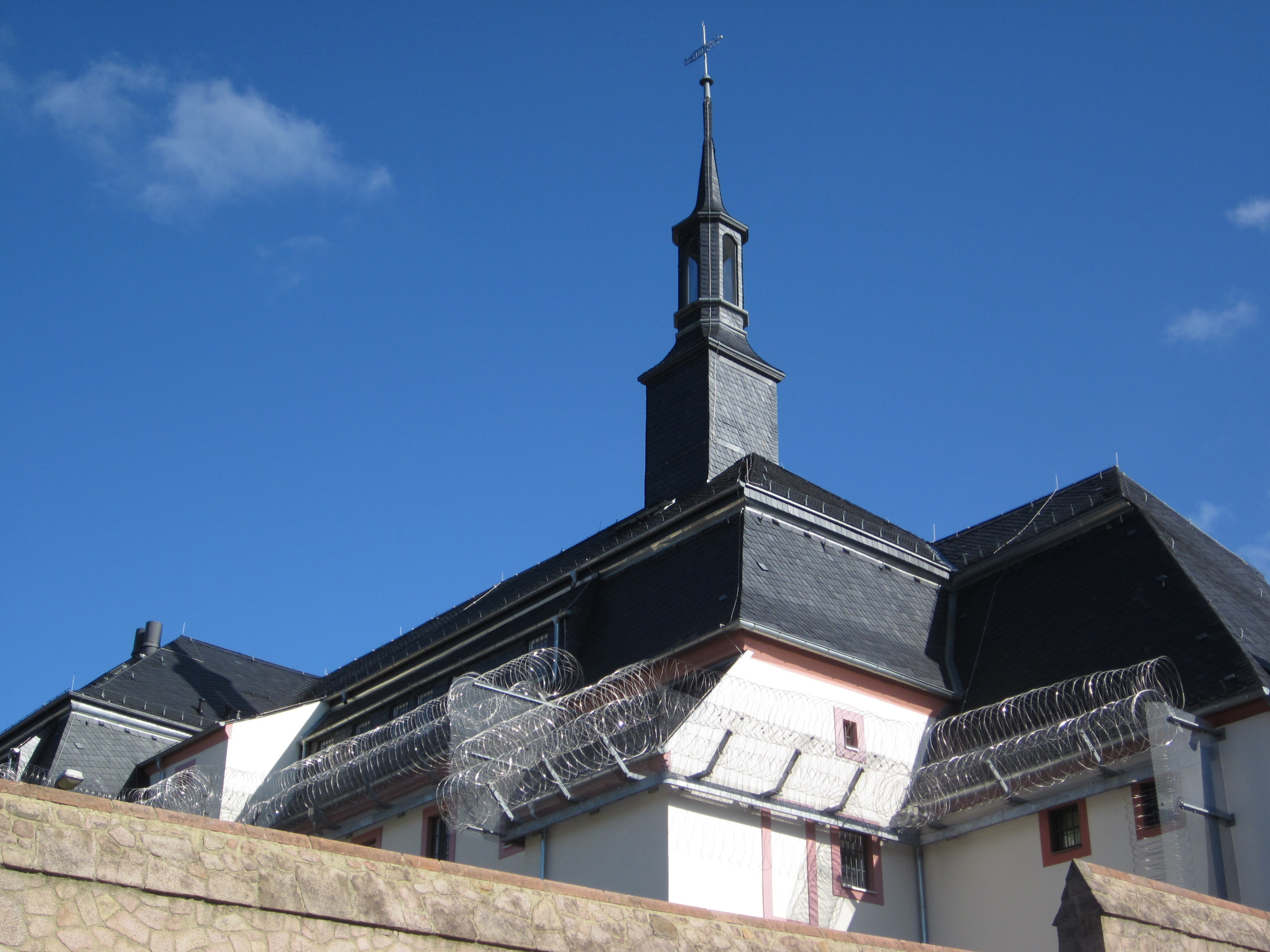
La prison
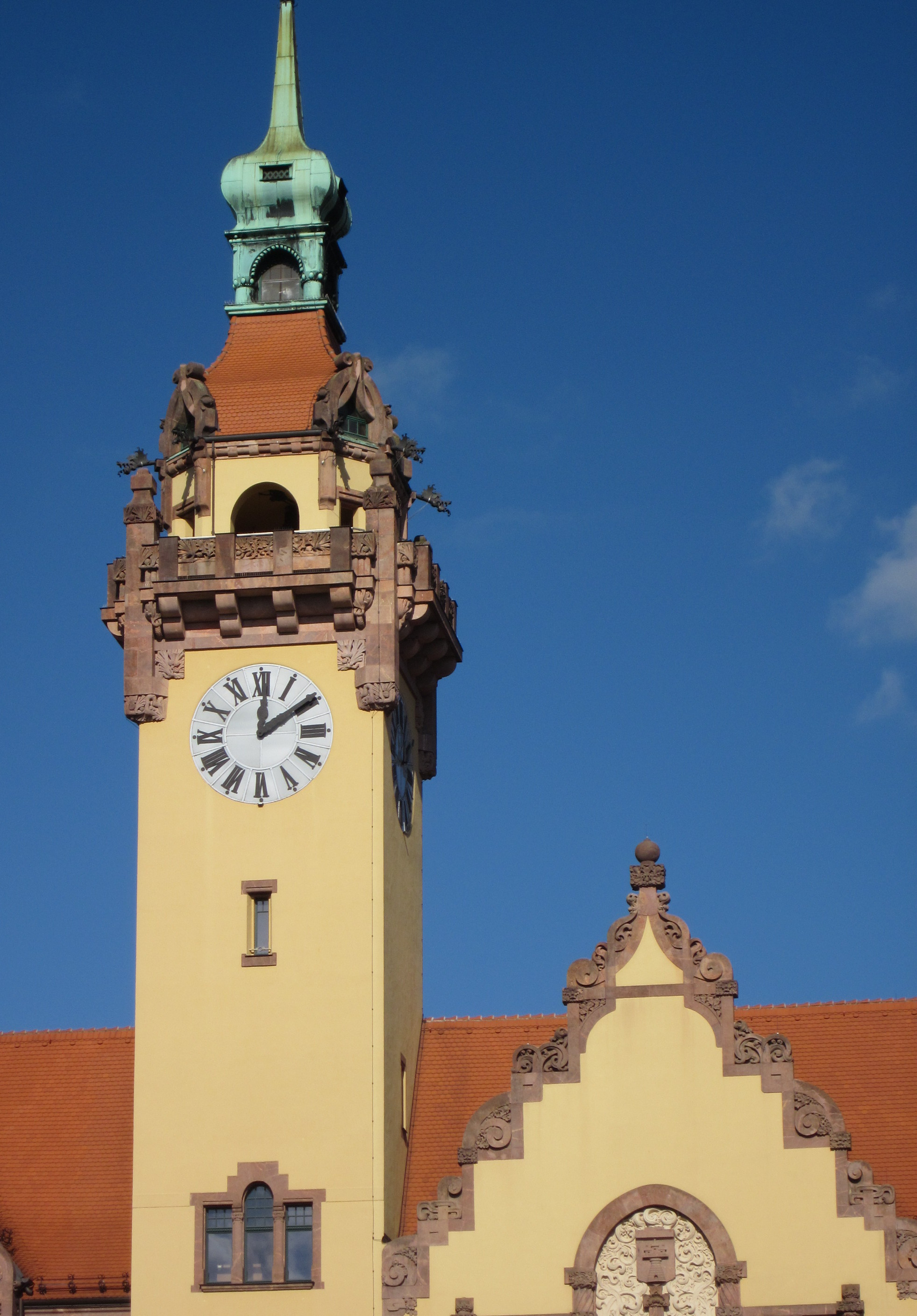
Le clocher
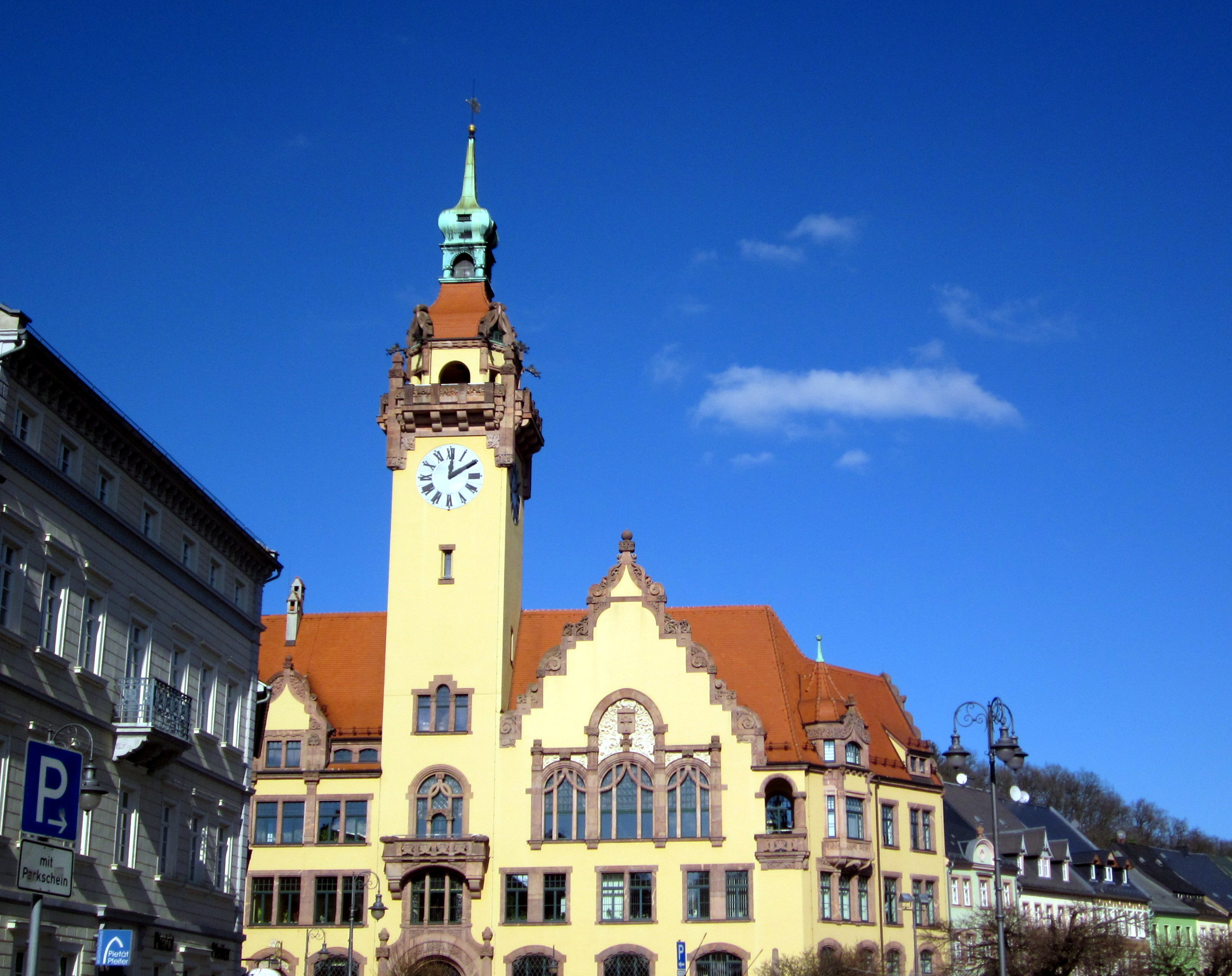